# عقد 960

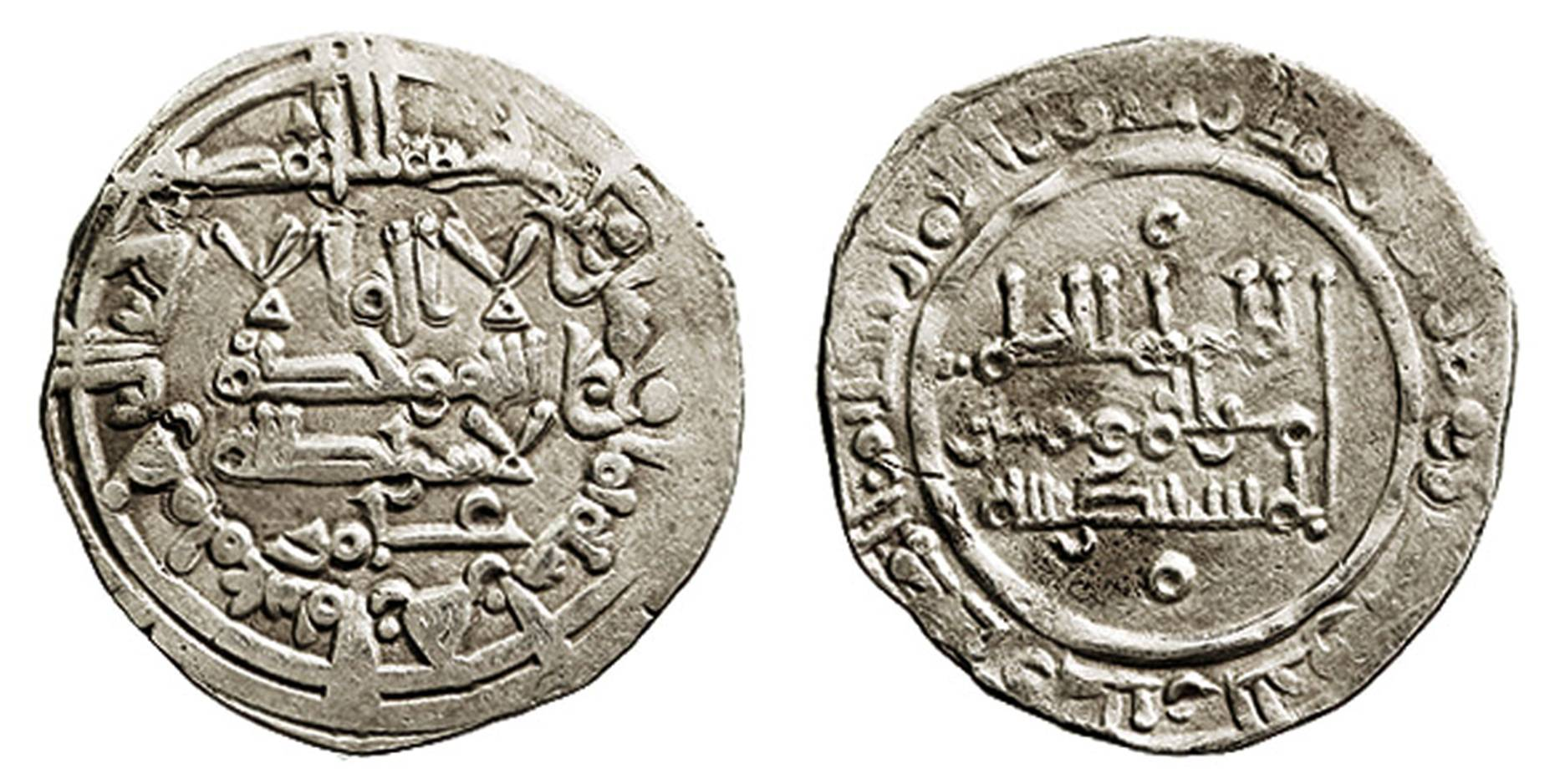
درهم سكت في عهد الحكم المستنصر بالله في مدينة الزهراء عام 358 هـ.

عقد 960 هو عقد امتد بين 1 يناير 960 و31 ديسمبر 969 بحسب التقويم الميلادي. سبقه عقد 950 ولحقه عقد 970.

## مواليد
- هشام المؤيد بالله (965)
- الشريف المرتضى (966)
- راميرو الثالث ملك ليون (961)
- شاعر السنة (968)
- صمصام الدولة (963)
- ريتشارد الثاني دوق نورماندي (963)
- أرنولف الثاني، كونت فلاندرز (961)
- إثيلريد أونريدي (968)
- ابن القارح (962)
- سانشو الثالث ملك نافارا (965)
- إدوارد الشهيد (962)

## وفيات
- رومانوس الثاني (963)
- ألب تكين (963)
- المنذر بن سعيد البلوطي (966)
- أسطفان ليكابينوس (963)
- أبو عمرو الكندي (961)
- أبو القاسم أنوجور (961)
- ناصر الدولة الحمداني (969)
- حمزة الأصفهاني (961)
- سانشو الأول ملك ليون (966)
- بارداس فوكاس (968)
- القبيصي (967)

## كتب
- Yves Denis Papin (1998). Chronologie de l'histoire ancienne. Lieu de publication non identifié: Éditions Jean-paul Gisserot. ISBN:2-87747-346-5. OCLC:40746926. مؤرشف من الأصل في 2022-03-16.
- موسوعة حضارة العالم (2002) لأحمد محمد عوف.

## روابط خارجية
- تصفح سنة بسنة عقد 960 على موقع onthisday.com
- تصفح سنة بسنة عقد 960 ابتداءً من سنة عقد 960 على موقع المكتبة الوطنية الفرنسية